# Законность вторжения России на Украину (2022)
Законность вторжения России на Украину широко обсуждается среди политологов и юристов с момента его начала, и подавляющим большинством считается, что вторжение России на Украину является актом нарушения международного законодательства и преступлением агрессии в соответствии с международным уголовным правом. Также де-юре считается преступлением в соответствии с законодательством Украины и РФ.
Согласно уставу Организации Объединённых Наций, законность вторжения России на Украину не зависит и не может зависеть от того, совершали или не совершали отдельные политические деятели или военнослужащие преступления или нет, не зависит от политической идеологии государства и его политики (внутренней или международной).

## Предшествующие вторжению события

### Вооружённый конфликт в Донбассе
Конфликт между Россией и Украиной по сути начался с незаконной (с международной точки зрения) аннексии Крыма и созданием при поддержке Российской Федерации марионеточных квазигосударственных образований — ДНР и ЛНР. По итогу в результате этих действий Россия начала целенаправленную военно-политическую кампанию, что привело к продолжающемуся вооружённому конфликту в Донбассе, где Украина вела боевые действия против поддерживаемых Россией сепаратистов. Вышеописанные события были встречены международным сообществом с осуждением, а самопровозглашённые государства так и не признаются большей частью стран мира.

### Подготовка ко вторжению
Перед вторжением России на Украину Российская Федерация активно наращивала свою боевую мощь на границе с Украиной с начала марта-апреля 2021 года, при этом российская сторона неоднократно отрицала наличие намерений вторжения на территорию Украины, несмотря в том числе на разведывательные данные и спутниковые снимки, опубликованные США в декабре 2021 года. При этом по мере развития событий Россия постоянно необоснованно обвиняла Украину в разжигании напряжённости, русофобии, а также репрессиях и даже геноциде против русскоязычного населения.
21 февраля президент России Владимир Путин фактически совершил акт агрессии, выступив по телевидению с речью о нелегитимности существования Украины, а также заявив о намерении признать независимость ЛНР и ДНР.

### Вторжение и его изначальное оправдание
24 февраля Путин выступил с телевизионным обращением о начале вторжения в Украину. Вторжение он называл «специальной военной операцией» и утверждал, что военное вмешательство России «необходимо для защиты людей, подвергшихся жестокому обращению и геноциду со стороны украинского правительства, а также для защиты России и нашего народа». Одновременно с этим он назвал целью своего вторжения демилитаризацию и денацификацию Украины. Исследователи геноцида и международного права осудили Путина, а также сказали, что Украина не имеет ничего общего ни с нацизмом, ни с геноцидом.

## Устав Организации Объединённых Наций
Российская Федерация является членом ООН с декабря 1991 года, когда та заняла место бывшего СССР, и устав ООН провозглашает условия, при которых страны-участницы имеют законное право прибегать к боевым действиям или использования вооружённых сил в целом (jus ad bellum). По сути, Россия нарушила устав ООН, начав вторжение на Украину, тем самым данные события автоматически стали незаконными с точки зрения международного права.

### Правомерность обращения к уставу ООН Россией при оправдании вторжения на Украину
В ходе вторжения Россия сослалась на устав ООН, который якобы позволяет ей применять свои вооружённые силы.
Однако статья 2, пункт 4 устава ООН предусматривает, что «все Члены Организации Объединённых Наций воздерживаются в их международных отношениях от угрозы силой или ее применения как против территориальной неприкосновенности или политической независимости любого государства, так и каким-либо другим образом, несовместимым с Целями Объединённых Наций». В том же духе пункт 3 устава требует, чтобы все государства-члены «разрешали свои международные споры мирными средствами таким образом, чтобы не подвергать угрозе международный мир и безопасность и справедливость».
Многие эксперты в области международного права и иностранных дел считают, что вторжение России на Украину нарушило эти принципы, а именно запрет статьи 2 на «применение силы» против других государств. Тем самым Российская Федерация априори нарушила устав ООН и не может ссылаться на него при оправдании вторжения.

### Правомерность обоснования вторжения самообороной
Российская Федерация утверждает, что применение вооружённых сил против Украины обосновано якобы статьёй 51 действующего устава ООН, позволяющей членам ООН использовать вооружённую силу для защиты от нападения или в рамках защиты союзника. Россия заявила, что применяет вооружённые силы для защиты ЛНР и ДНР, которые Россия признаёт суверенными государствами. Однако эксперты по международному праву и политике считают, что этот аргумент несостоятелен.
Так, Россия не может априори полагаться на данную статью ввиду того, что Украина никому не угрожала и не нападала, в том числе на ЛНР и ДНР. При этом даже если бы Украина и совершила нападение на ЛДНР, это бы также не давало право России обращаться к 51 статье ООН, так как эти регионы с точки зрения международного права не являются суверенными государственными образованиями. Аллан Вайнер из Стэнфрода сравнил это с тем, как если бы группа неустановленных людей провозгласила независимость Техаса и попросила бы помощи у других стран для борьбы против США, что, очевидно, является абсурдным с точки зрения международного права.

### Правомерность обоснования вторжения фактом геноцида и/или «гуманитарным вторжением»
Также аргумент России о гуманитарном вторжении или своих действиях для защиты населения Донбасса признан экспертами несостоятельным. Так, устав ООН явно не разрешает вторжение для устранения геноцида или нарушений прав человека, поскольку данные вопросы чётко не определены в действующем гуманитарном праве. Но так или иначе, Россия никак не подтверждала и не спешит подтверждать факт наличия каких-либо нарушений прав человека или геноцида против населения Донбасса и не пыталась ранее мирно поднять этот вопрос.

## Корректность и правомерность сравнение вторжения России со вторжениями западных стран
Ещё одна попытка оправдания вторжения на Украину заключается в сравнении своих действий с действиями США и НАТО с 1999 года в Югославии, Ираке, Ливии и Сирии. Данные оправдания были отвергнуты как неуместные, поскольку одни спорные (или незаконные) действия не позволяют их совершать другим. Так, профессора Блюм и Модирзаде приметили, что эти аргументы априори нигде и никогда не могли бы быть использованы, и даже если они якобы могут быть верны из-за некой справедливости, они всё ещё не делают преступление законным. Частично с данной точкой зрения согласилась только Ингрид Вюрт, которая сообщила, что хоть аргументы и несостоятельны, данные действия в той или иной мере из-за своей спорности подрывают международное право.
Associated Press сделала акцент на том, что те же действия НАТО в Косове произошли только после серьёзных и общепризнанных доказательств о геноциде албанцев и нарушений международных соглашений Югославией, чего не было со стороны Украины.

## Реакция ООН на вторжение
26 февраля Россия наложила вето на резолюцию Совета Безопасности ООН, требующую немедленного прекращения боевых действий на Украине. В результате была созвана Чрезвычайная специальная сессия ГА ООН, которая осудила вторжение России и приняла три резолюции, требующие вывода войск России с Украины.
Среди прочего ГА ООН потребовала от России соблюдения устава ООН и декларации 1970 года о принципах международного права и дружественных отношениях. Так, в декларации о дружественных отношениях говорится, что оказание помощи повстанческой группировке в другой стране будет угрожать «территориальной целостности» страны-мишени, и что государства обязаны воздерживаться от участия в таких действиях.

## Нарушения международных соглашений
Произведя вторжение, Россия нарушила ряд международных соглашений и договоров, а именно:
- Хельсинкские соглашения;
- Будапештский меморандум;
- Минские соглашения.

## Преступления
Поскольку действия России — не просто нарушение устава ООН или посягательство на границу другого государства, а прямые боевые действия, то акт агрессии был признан преступлением агрессии в соответствии со статьёй 8 Римского статута и считается уголовно подсудным преступлением.
Однако стоит учесть, что суд де-юре и де-факто не может осуществлять свою юрисдикцию над странами и её гражданами, что не входят в соглашение по статуту. Россия хоть и подписала статут, но не ратифицировала его. Совет Безопасности ООН может начать следствие в Международном уголовном суде, но считается, что это невозможно из-за права Китая и России накладывать вето на данные решения.
Помимо агрессии, Россия обвиняется в преступлении против человечности, а также неизбирательном нападении на густонаселённые районы и несоразмерный вред гражданскому населению, то есть преступлении против человечества.

## Законность вторжения с точки зрения национального права
Вторжение России на Украину также нарушает внутренние уголовные кодексы всех стран — участниц конфликта: России, Украины и Беларуси. Так, статья 353 УК РФ объявляет уголовно наказуемым планирование, подготовку и развязывание агрессивной войны. Аналогичные статьи есть в УК Украины (ст. 437) и Беларуси (ст. 122). Таким образом, по праву территориальной юрисдикции, вторжение также является незаконным и на уровне национального права её стран-участниц.
В рамках универсальной юрисдикции и международного уголовного права были возбуждены уголовные дела или инициированы расследования по факту вторжения или её поддержки в Эстонии, Германии, Литве, Польше, Словакии, Испании, Швеции и Швейцарии.

Статья 791* Конституции РФ прямо утверждает, что:
"Российская Федерация принимает меры по поддержанию и укреплению международного мира и безопасности, обеспечению мирного сосуществования государств и народов, недопущению вмешательства во внутренние дела государства".